# Jiří Antonín Benda
Jiří Antonín Benda, niem. Georg Anton Benda (ochrzczony 30 czerwca 1722 w Novych Benátkach, zm. 6 listopada 1795 w Köstritz) – niemiecki kompozytor i kapelmistrz pochodzenia czeskiego, przedstawiciel wczesnego klasycyzmu niemieckiego.

## Życiorys
Syn Jana Jiříego, pochodził ze zniemczonej rodziny czeskich muzyków. Uczył się w gimnazjum pijarów w Kosmonosach (1735–1739) i gimnazjum jezuitów w Jiczynie (1739–1742). W 1742 roku wyjechał do Berlina, gdzie dołączył do swojego brata Františka jako muzyk w nadwornej orkiestrze kameralnej Fryderyka Wielkiego. Od 1750 do 1778 roku był nadwornym kapelmistrzem księcia Fryderyka III w Gocie. W latach 1765–1766 odbył podróż do Włoch, odwiedzając Turyn, Wenecję i Rzym. W 1778 roku zrezygnował z posady w Gocie i wyjechał do Hamburga, a następnie do Wiednia. Do Gothy powrócił w 1779 roku. W 1783 roku wyjechał do Ohrdrufu, a w 1788 roku osiadł w Ronneburgu.
Jego dorobek obejmuje 8 symfonii, koncerty na skrzypce i fortepian, kwartety, tria, sonaty triowe, utwory na klawesyn i skrzypce, a także kantaty kościelne i świeckie. Komponował również dramaty muzyczne oraz singspiele o treści poważnej (Romeo und Julie, Walder, Das tatarische Gesetz) i ludowej (Der Dorfjahrmarkt, Der Holzhauer, Das Findelkind).